# Барсхан (племя)
Барсхан — тюркское племя в составе Западно-тюркского каганата. Впервые упоминается в летописях 651 года в составе тюрков Семиречья. Племя Барсхан существовало и в эпоху Тюргешского каганата (в это время десятичная система в военно-племенной организации не подвергалась изменениям). Махмуд аль-Кашгари, по данным тюркских легенд, отмечает, что сын предка тюрков Афрасиаба Барсхан был знаменитым коневодом у уйгуров. Эти сведения указывают на то, что племя Барсхан занималось в основном кочевым скотоводством.